# Дополнения к игре The Sims 4

Логотип игры

Для The Sims 4 c 2014 года выпускается множество платных расширений, таких как дополнения, игровые наборы и каталоги, различающиеся в своей ценовой категории и степени наполнения. По состоянию на июль 2024 года общая стоимость всех DLC составляла около 1200 долларов.
Дополнение (англ. expansion pack) — крупнейший и самый дорогой тип расширения, вводящий как правило функции, связанные с важными для симулятора жизни тематиками, например погода, питомцы, школа, университет. Дополнения как правило расширяют возможности базового геймплея. Также дополнения водят игровые миры, обширные коллекции предметов и аксессуаров (330 — 370 единиц).
Игровой набор (англ. game pack) — среднее расширение, предлагающее более нишевые темы, но с большим углублением. Игровые наборы вводят обширные коллекции предметов и аксессуаров, но не такие большие, как в дополнениях (150 — 200 единиц). Часто они затрагивают фантастическую/оккультную тематику, иногда игровые наборы вводят небольшого размера игровые локации.
Каталог (англ. stuff pack) представляет собой небольшое расширение с набором одежды и предметов (60 — 70 единиц) и добавлением нескольких игровых функций, например карьеру, питомца или тип участка. Тематики каталогов самые разнообразные, начиная с моды, интерьеров, заканчивая фантастикой.
Комплект (англ. kit) — самый маленький тип DLC, добавляющий небольшую коллекцию (20 — 30 единиц) предметов или одежды. Стали выпускаться с 2021 года.
Комплект создателя (англ. creator kit) — комплект, в который входят предметы или аксессуары, созданные сторонними создателями пользовательского контента (CC) и чей продажей официально занимается EA Games. Стали выпускаться с 2024 года.

## Дополнения
Представляют собой большие наборы, расширяющие возможности игры.
| Название                                                  | Дата выхода для Windows и Mac         | Рейтинг дополнения по версии сайта Metacritic | Суть дополнения | Городки            | Новые навыки                                      | Новые карьеры                                          |
| --------------------------------------------------------- | ------------------------------------- | --------------------------------------------- | --- | ------------------ | ------------------------------------------------- | ------------------------------------------------------ |
| На Работу! (англ. Get to Work)                            | 31 марта 2015 года 2 апреля 2015 года | 73/100                                        | Персонажи смогут выбрать себе три новые и управляемые карьеры детектива, врача или учёного. Также можно открыть собственную фотостудию или магазин, нанимать персонал и заниматься продажей разных товаров. Дополнение вводит новую форму жизни — инопланетян, которые могут похищать персонажей.                                             | Магнолия Променейд | Выпечка                                           | Детектив/полицейский, Учёный, Врач, Продавец, Фотограф |
| Веселимся Вместе (англ. Get Together)                     | 8 декабря 2015 года                   | 72/100                                        | Дополнение добавляет локацию с тематикой крупного старинного европейского города. Персонажи могут быть диджеями и устраивать групповые танцы на вечеринках, а также вступать в тематические сообщества или создавать новые, устанавливая там свои правила поведения.                                                                          | Винденбург         | Танцы, Диджей                                     | —                                                      |
| Жизнь в Городе (англ. City Living)                        | 1 ноября 2016 года                    | 78/100                                        | Дополнение добавляет новый мегаполис, где также представлены ближне- и дальневосточные культуры. Персонажи могут жить в квартирах и пентхаусах, посещать разные тематические фестивали и принимать участие в политической, общественной и культурной жизни города.                                                                            | Сан Мишуно         | Пение                                             | Политик, Критик, Блогер                                |
| Кошки и собаки (англ. Cats and Dogs)                      | 10 ноября 2017 года                   | 80/100                                        | Дополнение добавляет возможность создать или завести собаку или кошку. Симы могут общаться со своими питомцами и дрессировать их, также в дополнении появилась возможность стать ветеринаром с собственной клиникой. | Бриндлтон-Бэй      | Дрессировка, Навык Ветеринара                     | Ветеринар                                              |
| Времена года (англ. Seasons)                              | 22 июня 2018 года                     | 81/100                                        | Дополнение вводит времена года и осадки. В каждый сезон симам доступны особые взаимодействия, такие как игра в снегу, уборка листьев, загорание под солнцем и т. д. Каждое время года имеет свой праздник. Дополнение расширяет возможности садоводства и активного отдыха.                                                                   | —                  | Флористика, Фигурное катание                      | Садовод/Ботаник, Скаут                                 |
| Путь к славе (англ. Get Famous)                           | 16 ноября 2018 года                   | 77/100                                        | Дополнение вводит управляемую карьеру актёра. Сим может принимать участие в съёмке шоу, рекламы и фильма. Помимо этого, сим может становится знаменитостью, у него появятся фанаты и его будут приглашать на закрытые vip-вечеринки. | Дель-Соль-Велли    | Актёрское мастерство, Монтаж видео, Запись музыки | Актёр, Влиятельный деятель                             |
| Жизнь на острове (англ. Island Living)                    | 16 июля 2019 года                     | 84/100                                        | Дополнение вводит возможности активного отдыха на островах, в частности, купаться в открытых водоёмах, загорать на пляже, плавать на лодках, вычищать пляжи от мусора, исследовать подводный мир и изучать местную островную культуру. В дополнении также появляются русалки.                                                                 | Сулани             | —                                                 | Эколог, Спасатель, Водолаз, Рыболов                    |
| В университете (англ. Discover University)                | 15 ноября 2019 года                   | 81/100                                        | Дополнение вводит возможность посещать молодому персонажу университет и жить в кампусе по соседству с другими студентами. Персонаж должен поддерживать свою успеваемость, а также может принимать участие в жизни студенческого сообщества, вступать в студенческие организации. В дополнении также появляются роботы, которых можно собрать. | Бритчестер         | Дебаты Робототехника                              | Учитель/Преподаватель, Юрист                           |
| Экологичная жизнь (англ. Eco Lifestyle)                   | 5 июня 2020 года                      | 82/100                                        | Дополнение вводит загрязнённый и замусоренный городок Евергрин Харбор. Игрок может стать фриганом, заниматься вторичной переработкой мусора, чиня или создавая новые предметы, вносить свой вклад в очищение окружающей среды, а также принимать участие в жизни общественных организаций.                                                    | Евергрин Харбор    | Производство, Соковарение                         | Строительный инженер внештатный производитель          |
| Снежные просторы (англ. Snowy Escape)                     | 13 ноября 2020 года                   | 80/100                                        | Дополнение вводит снежный курорт, где можно заниматься разными видами снежного спорта, например лыжами или сноубордом, забираться на вершину горы, а также изучать местную культуру, похожую на японскую, посещать местные горячие источники и принимать участие в культурных мероприятиях.                                                   | Комореби           | Скалолазание Сноубординг Катание на лыжах         | Сарариман                                              |
| Загородная жизнь (англ. Cottage Living)                   | 22 июля 2021 года                     | 80/100                                        | Дополнение расширяет механику сельского хозяйства, позволяя выращивать бахчевые культуры, а также заниматься животноводством, вводя таких животных, как курицы, ламы, коровы и кролики. Симы могут ухаживать за ними и добывать животноводческие продукты — молоко, яйца и шерсть.                                                            | Хенфорд он Бегли   | Вышивание крестиком                               | —                                                      |
| Старшая школа (англ. High School Years)                   | 28 июля 2022 года                     | 71/100                                        | Дополнение вводит старшую школу, как играемую локацию и расширяет взаимодействия для подростков. Сим может посещать уроки и общаться с остальными школьниками, принимать участие в школьных мероприятиях или устраивать школьные вечеринки. Дополнение также вводит аттракционы.                                                              | Коппердейл         | Предприниматель                                   | Игровой стример, Симфлюэнсер                           |
| Жизненный путь (англ. Growing Together)                   | 16 марта 2023 года                    | 82/100                                        | Дополнение расширяет взаимодействия для разных возрастных категорий, в частности для детей и пожилых симов, вводя разные жизненные этапы, влияющие на личность сима. Симы могут организовывать семейные мероприятия. | Сан-Секвойя        | —                                                 | —                                                      |
| Конное ранчо (англ. Horse Ranch)                          | 20 июля 2023 года                     | 68/100                                        | Дополнение вводит лошадей и миниатюрных коз/овец. Лошадей можно создать и изменять в редакторе персонажа, симы могут создавать собственные ранчо. | Честнат-Ридж       | Верховая езда                                     | —                                                      |
| Сдаётся (англ. For Rent)                                  | 7 декабря 2023 года                   | 67/100                                        | Дополнение вводит полностью настраиваемый тип участка — участок для аренды жилья, на котором можно построить как доходный дом, так и отдельные дома для нескольких семей. В дополнение также вводятся элементы культур стран юго-восточной азии.                                                                                              | Томоранг           | —                                                 | Арендодатель                                           |
| Стрелы купидона (англ. Lovestruck)                        | 25 июля 2024 года                     | 71/100                                        | Дополнение вводит больше взаимодействий, связанных с романтикой и любовью. Симы могут искать партнёра в приложении знакомств и на основе внешних предпочтений, формировать определённую динамику в романтических отношениях. | Сьюдад-Энаморада   | Романтика                                         | Консультант в романтических отношениях                 |
| Жизнь и смерть (англ. Life & Death)                       | 31 октября 2024 года                  | 86/100                                        | Дополнение вводит возможность устраивать похороны, работать в похоронном бюро или работать на жнеца смерти. Расширен геймплей, связанный со смертью и призраками, введена реинкарнация. | Вранбург           | Медиум                                            | Стажёр смерти, Гробовщик                               |
| Любимое дело (англ. The Sims 4 Businesses & Hobbies)      | 6 марта 2025 года                     | 70/100                                        | Дополнение вводит гибкую систему бизнеса, позволяя открывать магазины и разного рода предприятия по предоставлению услуг, в том числе выставки и учебные заведения. | Нордхавен          | Самозанятый                                       | Татуировка, гончарное искусство                        |
| Волшебство природы (англ. The Sims 4 Enchanted by Nature) | 10 июля 2025 года                     | —                                             | Дополнение расширяет механику садоводства, вводит возможность выживать в дикой природе, варить зелья и оккультный вид — фей. | Иннисгрин          | ?                                                 | Жизнь в природе зельеварение                           |

## Игровые наборы
Представляют собой наборы среднего размера, добавляющие тематические возможности.
| Название                                                 | Дата выхода для Windows и Mac                            | Суть набора | Городки                         | Новые навыки                     |
| -------------------------------------------------------- | -------------------------------------------------------- | --- | ------------------------------- | -------------------------------- |
| В Поход (англ. Outdoor Retreat)                          | 13 января 2015 года (Windows) 17 февраля 2015 года (Mac) | Набор добавляет возможность отправляться в отпуск на лесной курорт, жить в дачном домике или ставить палатки в лесу. | Гранит Фоллз                    | Траволечение                     |
| День Спа (англ. Spa Day)                                 | 14 июля 2015 года                                        | Набор добавляет возможности для проведения спа-процедур; сауну, стол для массажа, кресло для массажа рук и ног, коврик для йоги и др. | —                               | Здоровый образ жизни             |
| В ресторане (англ. Dine Out)                             | 7 июня 2016 года                                         | Набор добавляет возможность создавать рестораны и развивать ресторанный бизнес, нанимать работников и составлять собственное меню. | —                               | —                                |
| Вампиры (англ. Vampires)                                 | 24 января 2017 года                                      | Набор добавляет вампиров, которым доступен широкий спектр способностей и слабостей, которые они могут приобретать с опытом. | Форготн Холлоу                  | Игра на органе Вампиризм         |
| Родители (англ. Parenthood)                              | 30 мая 2017 года                                         | Набор добавляет новые взаимодействия для детей и родителей. Родитель может воспитывать ребёнка, прививая определённые манеры поведения. | —                               | Воспитание                       |
| Приключение в джунглях (англ. Jungle Adventure)          | 27 февраля 2018 года                                     | Набор добавляет возможность исследовать тропический лес Сальвадорады, скрытые водоёмы и омесканские руины в поисках сокровищ. | Сельвадорада                    | Археология Культура Сельвадорады |
| Стрейнджервиль (англ. StrangerVille)                     | 26 февраля 2019 года                                     | Набор добавляет возможность исследовать таинственный городок Стрейнджервиль с охраняемой военными научной базой. Игрок должен исследовать причину странного изменения в поведении местных персонажей и столкнуться с новым внеземным существом, угрожающим миру The Sims 4. | Стрейнджервиль                  | —                                |
| Мир магии (англ. Realm of Magic)                         | 10 сентября 2019 года                                    | Набор добавляет возможность практиковать волшебство, а также волшебное карманное измерение, где обитают волшебники. | Глиммербрук Волшебное измерение | —                                |
| Star Wars: Путешествие на Батуу (англ. Journey to Batuu) | 8 сентября 2020 года                                     | Набор представляет собой кроссовер с научно-фантастической франшизой «Звёздных Воин», позволяет отправиться на планету Батуу, работать на одну из трёх фракций и выполнять разные миссии.                                                                                   | Батуу                           | —                                |
| Интерьер Мечты (англ. Dream Home Decorator)              | 1 июня 2021 года                                         | Набор добавляет карьеру дизайнера интерьеров, который должен оформлять помещения, следуя запросам клиентов. | —                               | —                                |
| Свадебные истории (англ. My Wedding Stories)             | 23 февраля 2022 года                                     | Набор расширяет игровой процесс, связанный со свадебной церемонией, добавляет ряд новых взаимодействий, чтобы сделать свадьбу индивидуальнее. | Тартоза                         | —                                |
| Оборотни (англ. Werewolves)                              | 16 июня 2022 года                                        | Набор добавляет вервольфов, для которых доступны разные уникальные для них взаимодействия, от игр, исследования местности, до спаррингов. | Мунвуд Милл                     | —                                |

## Каталоги
Представляют собой небольшие игровые наборы. При этом формат каталогов претерпел значительные изменения за несколько лет после выхода The Sims 4. Если ранние каталоги включали прежде всего коллекцию мебели и несколько предметов с новыми взаимодействиями, то каталоги, выпущенные после 2017 года уже были больше завязаны на расширении игрового процесса определённой тематики и в целом предлагали больше контента.
| Название                                          | Дата выхода для Windows и Mac | Каталог вводит: | Расширение базового геймплея                                                             |
| ------------------------------------------------- | ----------------------------- | --- | ---------------------------------------------------------------------------------------- |
| Роскошная вечеринка (англ. Luxury Party Stuff)    | 19 мая 2015 года              | Коллекцию причёсок, одежду в мебель в «роскошном», клубном стиле.                                                                                                | стол «Шведский» шоколадный фонтанчик                                                     |
| Внутренний дворик (англ. Perfect Patio Stuff)     | 16 июня 2015 года             | Набор купальников, мебели и декораций для уличного двора. | джакузи со встроенными стерео-колонками                                                  |
| Классная Кухня (англ. Cool Kitchen Stuff)         | 11 августа 2015 года          | Набор одежды повара, мебели для кухни и столовой в современном стиле.                                                                                            | мороженица                                                                               |
| Жуткие вещи (англ. Spooky Stuff)                  | 29 сентября 2015 года         | Набор костюмов для Хэллоуина, вещей в «жутком» стиле и станок для вырезания лиц на тыкве.                                                                        | конфетная ваза станок для вырезания тыквы.                                               |
| Домашний кинотеатр (англ. Movie Hangout Stuff)    | 12 января 2016 года           | Набор одежды и причёсок в хипстерском стиле, а также яркую дачную мебель.                                                                                        | домашний кинотеатр автомат для приготовления попкорна.                                   |
| Романтический сад (англ. Romantic Garden Stuff)   | 9 февраля 2016 года           | Каталог растений и каменных декораций для создания роскошных садов.                                                                                              | фонтан с взаимодействиями колодец для загадывания желаний.                               |
| Детская комната (англ. Kids room stuff)           | 28 июня 2016 года             | Набор мебели и игрушек для детской комнаты для девочек и для мальчиков.                                                                                          | кукольный театр игровая приставка настольная игра с космическими монстрами               |
| На заднем дворе (англ. Backyard stuff)            | 19 июля 2016 года             | Набор яркой мебели и украшений летней тематики для заднего двора.                                                                                                | водная дорожка кормушка для птиц кувшин для холодных напитков                            |
| Гламурный Винтаж (англ. Vintage Glamour Stuff)    | 6 декабря 2016 года           | Набор мебели в стиле ар-деко, а также коллекцию одежды и причёсок в стиле 30-х годов.                                                                            | дворецкий туалетный столик глобус-бар                                                    |
| Вечер боулинга (англ. Bowling Night Stuff)        | 29 марта 2017 года            | Коллекцию одежды и мебели в ретро-стиле 60-х годов, а также возможность устраивать состязания в играх по боулингу.                                               | дорожка для боулинга навык по боулингу                                                   |
| Фитнес (англ. Fitness Stuff)                      | 20 июня 2017 года             | Коллекцию спортивной одежды и новых тренажёров, а также современную мебель для дома и фитнес-центра.                                                             | механический скалодром наушники-капельки                                                 |
| Детские вещи (англ. Toddler Stuff)                | 24 августа 2017 года          | Набор детских костюмов, предметов и игрушек для активного развлечения малышей. Новый тип мероприятия — детский праздник.                                         | детская площадка детская горка переносной холодильник батут с шариками                   |
| День Стирки (англ. Laundry Day)                   | 16 января 2018 года           | Набор вещей и мебели для кухни и гостиной в дачном «эко-стиле», а также игровой процесс, завязанный на стирке одежды.                                            | стиральная машина сушилка таз для стирки                                                 |
| Мой первый питомец (англ. My First Pet)           | 13 марта 2018 года            | Набор вещей и мебели для кошек и собак, а также коллекцию грызунов. Для доступа ко всем объектам каталога необходимо наличие дополнения «Кошки и Собаки».        | вольер для хомяка лихорадка бешеного грызуна                                             |
| Москино (англ. Moschino)                          | 13 августа 2019 года          | Набор модной одежды бренда Moschino, а также современную мебель. Персонаж может работать внештатным модным фотографом, создавая снимки моделей.                  | карьера модного фотографа новые позы для фотографий                                      |
| Компактная Жизнь (англ. Tiny Living)              | 21 января 2020 года           | Набор мебели в стиле 60-х годов и предназначенную для компактных комнат, а также игровую механику, завязанную на стремлении построить дом с наименьшим метражом. | подъёмная кровать тип участка: маленький дом                                             |
| Нарядные Нитки (англ. Nifty Knitting)             | 28 июля 2020 года             | Набор вещей и мебели в дачном стиле. Персонаж может вязать разные предметы и продавать их в онлайн-магазине.                                                     | вязание кресло-качалка внутриигровой сайт объявлений                                     |
| Паранормальное (англ. Paranormal)                 | 26 января 2021 года           | Набор предметов в «богемном» стиле, а также расширение взаимодействий с призраками и геймплей, связанный с оккультизмом и паранормальными явлениями              | стол для спиритических сеансов привидения проклятые предметы Скелехильда карьера медиума |
| Кулинарные страсти (англ. Home Chef Hustle Stuff) | 28 сентября 2023              | Набор предметов для кухни, коллекцию кулинарных блюд, а также карьеру повара — предпринимателя. Сим может открыть киоск и продавать сделанные блюда.             | печка для пиццы вафельница миксер                                                        |
| Сияние самоцветов (англ. Crystal Creations)       | 29 февраля 2024 года          | Набор предметов в старинном, богемном стиле, а также возможность огранять кристаллы и создавать из них украшения.                                                | геммологический стол кристальное дерево подставка для кристаллов                         |

## Комплекты
Тип расширения, введённый с 2021 года. Являются самым малым типом платного расширения, они вводят коллекции новых предметов. 
| Название                                          | Дата выхода для Windows и Mac | Комплект вводит:                                                                                            |
| ------------------------------------------------- | ----------------------------- | --- |
| Наряды из прошлого (англ. Throwback)              | 3 марта 2021 года             | Набор спортивной одежды в стиле 90-x.                                                                       |
| Сельская кухня (англ. Country Kitchen)            | 3 марта 2021 года             | Набор для кухни в винтажном, «деревенском» стиле.                                                           |
| Ни пылинки (англ. Bust the Dust)                  | 3 марта 2021 года             | Пылесосы и расширение игрового процесса, завязанного на уборке дома.                                        |
| Оазис (англ. Oasis)                               | 18 мая 2021 года              | Коллекцию мебели и предметов интерьера в марроканском и оазисном стилях                                     |
| Лофт (англ. Industrial Loft)                      | 26 августа 2021 года          | Коллекцию мебели и предметов интерьера в «индустриальном» стиле лофт                                        |
| Стиль инчхона (англ. Incheon Arrivals)            | 5 октября 2021 года           | Коллекцию одежды, вдохновлённую современной корейской модой                                                 |
| Фэшн-Стрит (англ. Fashion Street)                 | 5 октября 2021 года           | Коллекцию одежды, вдохновлённую уличной модой в Мумбаи, Индии                                               |
| Комнатные растения (англ. Blooming Rooms)         | 9 ноября 2021 года            | Коллекцию комнатных растений                                                                                |
| Мужская мода (англ. Modern Menswear)              | 2 декабря 2021 года           | Коллекцию модной одежды для мужчин                                                                          |
| Карнавал (англ. Modern Menswear)                  | 3 февраля 2022 года           | Коллекцию бразильской «карнавальной» одежды в стиле дрэг-квин, созданной при сотрудничестве с Паблло Виттар |
| Максимализм в интерьере (англ. Decor to the Max)  | 24 марта 2022 года            | Коллекцию яркой мебели в стиле ар-деко                                                                      |
| Полуночный шик (англ. Moonlight Chic)             | 26 мая 2022 года              | Коллекцию стильной, клубной одежды                                                                          |
| Маленькие туристы (англ. Little Campers)          | 26 мая 2022 года              | Предметы для кемпинга для детей                                                                             |
| Первые наряды (англ. First Fits)                  | 1 сентября 2022 года          | Коллекцию модной одежды для детей                                                                           |
| Роскоши пустыни (англ. Desert Luxe)               | 14 сентября 2022 года         | Мебель для внутреннего сада в марокканском и оазисном стилях                                                |
| Мелочи для дома (англ. Everyday Clutter))         | 10 ноября 2022 года           | Набор маленьких предметов                                                                                   |
| Пастельные тона (англ. Pastel Pop)                | 10 ноября 2022 года           | Набор спальной мебели в пастельных тонах                                                                    |
| Ванные принадлежности (англ. Bathroom Clutter)    | 19 февраля 2023 года          | Набор предметов для ванной                                                                                  |
| Симтимная мода (англ. Simtimates Collection)      | 19 февраля 2023 года          | Коллекцию модного нижнего белья от дизайнеров нижнего белья MeUndies                                        |
| Теплица мечты (англ. Greenhouse Haven)            | 20 апреля 2023 года           | Коллекцию предметов для теплицы и огорода                                                                   |
| Сокровища из подвала (англ. Basement Treasures)   | 20 апреля 2023 года           | Коллекцию поломанной и старой мебели                                                                        |
| Книжный уголок (англ. Book Nook)                  | 1 июня 2023 года              | Коллекцию современной мебели для библиотеки                                                                 |
| Возрождение гранжа (англ. Grunge Revival)         | 1 июня 2023 года              | Коллекцию модной уличной одежды в стиле гранж                                                               |
| Отдых у бассейна (англ. Poolside splash)          | 7 сентября 2023 года          | Коллекцию плавательных костюмов                                                                             |
| Современная роскошь (англ. Modern luxe)           | 7 сентября 2023 года          | Коллекцию богемной мебели для спальни                                                                       |
| Грандиозная готика (англ. Goth Galore)            | 18 января 2024 года           | Коллекцию модных костюмов в стиле готики                                                                    |
| Личный замок (англ. Castle estate)                | 18 января 2024 года           | Коллекцию архитектурных элементов для создания зданий в средневековом и готическом стилях                   |
| Всё для праздника (англ. Party Essentials)        | 18 апреля 2024 года           | Коллекцию предметов для вечеринки                                                                           |
| Художественная мастерская (англ. Artist Studio)   | 19 сентября 2024 года         | Коллекцию для мастерской художника                                                                          |
| Будуар Беллы (англ. Secret Sanctuary)             | 16 января 2025 года           | Коллекцию готической мебели для гостиной для Беллы Гот                                                      |
| Дома у донжуана (англ. Casanova Cave)             | 16 января 2025 года           | Коллекцию современной мебели для холостяцкой квартиры для Дона Лотарио                                      |
| Геймерское счастье (англ. Comfy Gamer)            | 16 января 2025 года           | Коллекцию техники и предметов для геймерского стола.                                                        |
| Ремонт своими руками (англ. Restoration Workshop) | 1 мая 2025 года               | Коллекцию предметов для мастерской                                                                          |
| Кухонная утварь (англ. Kitchen Clutter)           | 1 мая 2025 года               | Коллекцию предметов для кухни                                                                               |
| Золотые годы (англ. Golden Years)                 | 1 мая 2025 года               | Коллекцию одежды для пожилых людей                                                                          |

## Авторские комплекты
Комплекты, в которые входят предметы, созданные авторами пользовательского контента. Выпускаются с 2024 года
| Название                                        | Дата выхода для Windows и Mac | Автор            | Комплект вводит:                                  |
| ----------------------------------------------- | ----------------------------- | ---------------- | ------------------------------------------------- |
| Модная ностальгия (англ. Urban Homage)          | 18 апреля 2024 года           | Ebonix           | Коллекцию модных нарядов для афроамериканцев      |
| Детская из сказки (англ. Storybook Nursery)     | 19 сентября 2024 года         | SixamCC          | Коллекцию мебели для детской в готическом стиле.  |
| Капелька китча (англ. Cozy Kitsch)              | 14 ноября 2024 года           | Myshunosun       | Коллекцию яркой мебели в стиле 60-х и 70-х годов. |
| Пижамная вечеринка (англ. Slumber Party)        | 14 ноября 2024 года           | Trillyke         | Коллекцию костюмов и аксессуаров для сна.         |
| Профессионализм во всем (англ. Business Chic)   | 30 января 2025 года           | Madlen           | Коллекцию деловых костюмов                        |
| Изысканная гостиная (англ. Refined Living Room) | 30 января 2025 года           | Pierisim         | Гостиную в стиле баухаус                          |
| Модная ванная (англ. Sleek Bathroom)            | 10 апреля 2025 года           | Syboulette       | Коллекцию предметов для современной ванной        |
| Романтичная одежда (англ. Sweet Allure)         | 10 апреля 2025 года           | Aharrisoobritney | Коллекцию одежды в повседневном стиле             |